# Scarred (Band)
Scarred ist eine 2003 gegründete Death-Metal-Band aus Esch-sur-Alzette, Luxemburg, welche anfangs Thrash Metal spielte.

## Geschichte
Scarred wurde 2003 ursprünglich als ein Thrash-Metal-Musikprojekt gegründet und veröffentlichte nur ein Jahr später die EP Inner Scars. Mit der Zeit änderte sich der Sound der Band zu einer härteren Death-Metal-artigen Musik.
Fünf Jahre nach der Herausgabe der EP, erschien das Debütalbum, das New Filth Order heißt. Die Gruppe spielte seitdem auf den bekanntesten Musikfestivals in Europa, darunter dem Wacken Open Air und dem Metalcamp (beide 2009). Am 10. Mai 2013 erschien das zweite Album, Gaia/Medea, über das französische Label Klonosphere (Vertrieb über Season of Mist). Beim Mastering wirkte Textures-Musiker Jochen Jacobs mit. Als Gastmusiker ist Attila Nörös von Nevermore zu hören.
Auch war die Gruppe bereits als Vorband für The Black Dahlia Murder, Decapitated, Lamb of God, Arch Enemy und Swashbuckle zu sehen. Die Gruppe spielte vermehrt in Frankreich, Belgien, Luxemburg und auch in Deutschland. Zwischen dem 5. und 9. Juni 2013 spielte die Gruppe fünf Konzerte, wovon eines in Deutschland und vier in Frankreich stattfinden werden. Als Support war An Apple a Day zu sehen. Die Auftritte finden im Rahmen der The Holoscene Extinction Tour statt.

## Diskografie

### EPs
- 2004: Inner Scars

### Alben
- 2009: New Filth Order
- 2013: Gaia/Medea (Klonosphere)
- 2021: Scarred (Klonosphere)